# Luka Nimac
Luka Nimac (Šibenik, 18. travnja 1995.), hrvatski je vaterpolist. Visok je 190 cm i težak 89 kg.

## Vanjske poveznice
- "Solaris" lovi četvrtu pobjedu; Na putu im stoji 'galeb' Nimac koji u Makarskoj igra kontra 'svojih'
- Luka Nimac jedini Šibenčanin u poljskom prvenstvu: Igra za najbolji klub u državi  Arhivirana inačica izvorne stranice od 30. lipnja 2020. (Wayback Machine)
- Luka Nimac na Instagramu
- Luka Nimac na facebooku